# Game Boy Light
Game Boy Light — обновлённая версия приставки Game Boy Pocket, была выпущена в апреле 1998 г. Начинка была оставлена без изменений, корпус был немного увеличен, была добавлена электролюминесцентная подсветка экрана, для использования при слабом освещении. Game Boy Light продавался только в Японии.
Позднее на смену ему пришёл Game Boy Color.
До выхода Game Boy Advance SP редакции 2003 года, являлась единственной портативной приставкой Nintendo со встроенной подсветкой экрана.

## Технические характеристики
- Процессор: 6502 8-bit (архитектура Z80)
- Тактовая частота: 4.194304 MHz
- Основная память: 64 Kbit (8kb)
- Видеопамять: 64 Kbit (8kb)
- Размер экрана: 2.6"
- Разрешение: 160х144 пикселя
- Максимальное число спрайтов: 40
- Максимальное число спрайтов в строке: 10
- Макс/мин размер спрайта: 8x16, 8x8
- Горизонтальная развертка: 9198 KHz
- Вертикальная развертка: 59.73 Hz
- Звук: 4-канальный, стерео
- Питание: DC3V 0.7W — 2 элемента типа AA
- Размеры: 124 x 76×23 мм
- Вес (с элементами питания): 394 гр
- Мин/макс ёмкость картриджа: 256 Kbit — 4 Mbit (32kb — 500kb)